# Ulrike attica
Ulrike attica är en halssländeart som först beskrevs av H. Aspöck och U. Aspöck 1967.  Ulrike attica ingår i släktet Ulrike och familjen ormhalssländor. Inga underarter finns listade i Catalogue of Life.